# Grand Traverse County
Grand Traverse County je okres na severu jižní části státu Michigan v USA. K roku 2010 zde žilo 86 986 obyvatel. Správním městem okresu je Traverse City. Celková rozloha okresu činí 1 557 km².

## Sousední okresy
| Růžice kompasu | Leelanau County |                       | Antrim County   | Růžice kompasu |
| Růžice kompasu | Benzie County   | Sever                 | Kalkaska County | Růžice kompasu |
| Růžice kompasu | Benzie County   | Grand Traverse County | Kalkaska County | Růžice kompasu |
| Růžice kompasu | Benzie County   | Jih                   | Kalkaska County | Růžice kompasu |
| Růžice kompasu | Manistee County | Wexford County        |                 | Růžice kompasu |